# HD 102964
HD 102964 ( eller HR 4546) är en ensam stjärna i den mellersta delen av stjärnbilden Kentauren som också har Bayer-beteckningen B Centauri. Den har en skenbar magnitud av ca 4,47 och är svagt synlig för blotta ögat där ljusföroreningar ej förekommer. Baserat på parallax enligt Gaia Data Release 2 på ca 7,4 mas, beräknas den befinna sig på ett avstånd på ca 440 ljusår (ca 135 parsek) från solen. Den rör sig bort från solen med en heliocentrisk radialhastighet på ca 2 km/s.

## Egenskaper
HD 102964 är en orange till gul jättestjärna av spektralklass K3 III, 
som har förbrukat förrådet av väte i dess kärna och utvecklats bort från huvudserien. Den har en massa som är ca 1,2 solmassor, en radie som är ca 39 solradier och har ca 480 gånger solens utstrålning av energi från dess fotosfär vid en effektiv temperatur av ca 4 300 K.